# David Nolan
 (mars 2019).
Si vous disposez d'ouvrages ou d'articles de référence ou si vous connaissez des sites web de qualité traitant du thème abordé ici, merci de compléter l'article en donnant les références utiles à sa vérifiabilité et en les liant à la section « Notes et références ».
David Fraser Nolan, né le 23 novembre 1943 et mort le 20 novembre 2010, plus connu sous le nom de David Nolan, a fondé le Parti libertarien américain en 1971. Il a par la suite rempli un certain nombre de fonctions au sein de ce parti.

## Biographie
David Nolan est né à Washington DC (États-Unis) et passe sa jeunesse dans le Maryland. Il découvre le libertarianisme par la lecture d'ouvrages de Robert Heinlein, auteur de science-fiction, puis, ultérieurement, par la lecture de La Grève (Atlas Shrugged) d'Ayn Rand. Il entre au Massachusetts Institute of Technology pour y obtenir un master en architecture, mais obtiendra un bachelor en sciences politiques en 1966. 

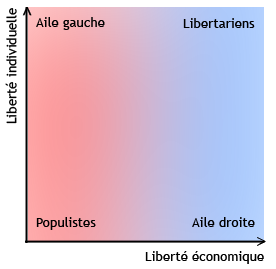
Diagramme de Nolan

Nolan est également connu pour être l'inventeur du diagramme de Nolan, qui propose une grille alternative au clivage gauche-droite en politique par la séparation des questions économiques d'une part et sociétales d'autre part sur deux axes différents, les libertariens dont il fait partie se situant au summum de chacun.
Il était candidat libertarien dans le 8e district de l'Arizona aux élections de 2006, où il a remporté 2 % des votes.